# Rawang Sari
Rawang Sari is een bestuurslaag in het regentschap Pelalawan van de provincie Riau, Indonesië. Rawang Sari telt 1949 inwoners (volkstelling 2010).